# Tschechische Badmintonmeisterschaft 2005
Die Tschechische Badmintonmeisterschaft 2005 fand vom 4. bis zum 6. Februar 2005 in Pilsen statt.

## Medaillengewinner
| Disziplin    | Gold                      | Silber                              | Bronze                               |
| ------------ | ------------------------- | ----------------------------------- | ------------------------------------ |
| Herreneinzel | Jan Fröhlich              | Petr Koukal                         | Jan Vondra                           |
| Herreneinzel | Jan Fröhlich              | Petr Koukal                         | René Neděla                          |
| Dameneinzel  | Hana Procházková          | Eva Brožová                         | Markéta Kozová                       |
| Dameneinzel  | Hana Procházková          | Eva Brožová                         | Markéta Koudelková                   |
| Herrendoppel | Jan Fröhlich Jan Vondra   | Martin Osička Jiří Skočdopole       | Pavel Kubiš Tomáš Maixner            |
| Herrendoppel | Jan Fröhlich Jan Vondra   | Martin Osička Jiří Skočdopole       | Jan Segeč Jan Jirásek                |
| Damendoppel  | Eva Brožová Hana Milisová | Markéta Koudelková Hana Procházková | Kristína Ludíková Dominika Koukalová |
| Damendoppel  | Eva Brožová Hana Milisová | Markéta Koudelková Hana Procházková | Martina Benešová Hana Kollarová      |
| Mixed        | Martin Herout Eva Brožová | Tomáš Kopřiva Pavla Janošová        | Jiří Skočdopole Hana Procházková     |
| Mixed        | Martin Herout Eva Brožová | Tomáš Kopřiva Pavla Janošová        | Pavel Kubiš Eva Lacinová             |